# Roswell (Album)
Roswell ist das achte Soloalbum des deutschen Rappers Marten Lacyni unter dem Pseudonym Marteria. Es erschien am 26. Mai 2017 beim Independent-Label Green Berlin und wird über Four Music vertrieben. Das vorherige Album Ring der Nebelungen erschien unter Lacynis weiterem Pseudonym Marsimoto.

## Hintergrund
Am 29. März 2015 wurde Marteria in ein Krankenhaus eingeliefert. Zuvor hatte er bei einem Benefizspiel von Hansa Rostock Fußball gespielt und zwei Stunden nichts getrunken. Es drohte ein akutes Nierenversagen. Nach der erfolgreich verlaufenen Dialyse zog er sich zunächst aus der Öffentlichkeit zurück. Er verließ Berlin und zog zurück an die Ostseeküste. Laut eigenen Angaben habe der Vorfall sein Leben verändert. So gab er unter anderem den Konsum von Alkohol und anderen Drogen auf. Stattdessen ging er in seiner Freizeit Angeln.

„Wirtschaftliche Interessen in der Kunst sind langweilig. Was habe ich schon zu verlieren? Ich würde sofort aufhören, sollte ich anfangen, mich zu wiederholen. […] Der Reiz der Musik liegt für mich im Neuen.“

Das Album wurde Anfang Februar angekündigt. Die erste Singleauskopplung Aliens – welche zusammen mit Arnim Teutoburg-Weiß (bekannt durch die Band Beatsteaks) als Teutilla aufgenommen wurde – erschien am 17. März 2017 und erreichte unter anderem Platz 41 der deutschen Single-Charts. Der Titel Das Geld muss weg folgte als zweite Auskopplung am 5. Mai 2017 und belegte Rang 37 der Charts. Zu beiden Auskopplungen wurden Musikvideos veröffentlicht. Das Album selbst stieg auf Position 2 der deutschen Charts ein.
Der Albumtitel und das Cover sind an den Roswell-Zwischenfall aus dem Jahr 1947 angelehnt, bei dem angeblich in der US-amerikanischen Kleinstadt Roswell ein unbekanntes Flugobjekt (UFO) abgestürzt sein soll.
Die Musik stammt von dem Produzenten-Team The Krauts, welches schon vorher mit Marteria zusammengearbeitet hatte.

## Covergestaltung
Am 16. März 2017 wurde das Albumcover veröffentlicht. Es zeigt ein rot verschleiertes Mädchen, das eine kurzschwertähnliche Waffe in der Hand hält. Im Hintergrund sind ein Planet und die aufgehende Sonne zu sehen.

## Titelliste
| Nr.          | Titel                                  | Text                                                                         | Musik | Länge |
| ------------ | -------------------------------------- | ---------------------------------------------------------------------------- | --- | ----- |
| 1.           | Roswell                                | Marten Laciny, Dirk Heinz Berger, David Conen, Vincent von Schlippenbach     | Marten Laciny, Berger, David Conen, von Schlippenbach, Klaus-Jürgen Schulze                                                 | 2:19  |
| 2.           | Aliens (feat. Teutilla)                | Marten Laciny, Berger, David Conen, von Schlippenbach                        | Marten Laciny, Berger, David Conen, von Schlippenbach                                                                       | 3:42  |
| 3.           | Scotty beam mich hoch                  | Marten Laciny, Berger, David Conen, von Schlippenbach, Mario Wesser          | Marten Laciny, Berger, Sway Clarke, David Conen, von Schlippenbach, Andreas Thoma                                           | 4:09  |
| 4.           | El Presidente                          | Marten Laciny, Berger, David Conen, Jadula Laciny, von Schlippenbach, Wesser | Marten Laciny, Berger, David Conen, von Schlippenbach                                                                       | 3:43  |
| 5.           | Das Geld muss weg                      | Marten Laciny, Berger, David Conen, von Schlippenbach, Wesser                | Marten Laciny, Benjamin Bazzazian, Berger, David Conen, Christian Falk, Farhad Samadzada, Raphael Schalz, von Schlippenbach | 3:31  |
| 6.           | Tauchstation                           | Marten Laciny, Berger, David Conen, von Schlippenbach                        | Marten Laciny, Berger, David Conen, von Schlippenbach                                                                       | 3:42  |
| 7.           | Blue Marlin                            | Marten Laciny, Berger, David Conen, von Schlippenbach                        | Marten Laciny, Berger, David Conen, von Schlippenbach                                                                       | 4:39  |
| 8.           | Cadillac                               | Marten Laciny, Berger, David Conen, von Schlippenbach                        | Marten Laciny, Berger, David Conen, von Schlippenbach                                                                       | 3:30  |
| 9.           | Links                                  | von Schlippenbach, David Conen, Berger, Marten Laciny                        | Berger, von Schlippenbach, David Conen, Clarke, Marten Laciny                                                               | 4:18  |
| 10.          | Große Brüder                           | Marten Laciny, Berger, David Conen, von Schlippenbach, Wesser                | Marten Laciny, Berger, David Conen, von Schlippenbach                                                                       | 3:57  |
| 11.          | Skyline mit zwei Türmen                | Marten Laciny, Berger, David Conen, von Schlippenbach                        | Marten Laciny, Berger, David Conen, von Schlippenbach                                                                       | 3:26  |
| 12.          | Elfenbein (feat. Yasha & Miss Platnum) | Marten Laciny, Berger, David Conen, von Schlippenbach                        | Marten Laciny, Berger, David Conen, Yasha Conen, von Schlippenbach                                                          | 4:19  |
| Gesamtlänge: | Gesamtlänge:                           | Gesamtlänge:                                                                 | Gesamtlänge: | 45:15 |

Der Deluxe-Edition des Albums liegt eine zweite CD mit den Instrumentalversionen der einzelnen Stücke bei.

## Rezeption
| Professionelle Bewertungen | Professionelle Bewertungen |
| -------------------------- | -------------------------- |
| Kritiken                   |                            |
| Quelle                     | Bewertung                  |
| laut.de                    | [ 7 ]                      |
| metal1                     | [ 9 ]                      |
| Musikexpress               | [ 10 ]                     |

Das Album erhielt überwiegend positive Kritiken. Robin Schmidt von der E-Zine Laut.de schreibt, Marteria rege „zum Nachdenken an“. Er nehme „verschiedenste Blickwinkel auf die Gesellschaft ein“. Die Beats von The Krauts seien „ergreifend“ und „abwechslungsreich“.
Bernhard Landkammer von dem Musikblog metal1 sieht das Album tendenziell aus einem positiven Blickwinkel. Es sei ein „sehr gutes Album, musikalisch stringent und deckt eine große thematische Bandbreite ab.“ Es wirke aber so, „als hätte sich Marteria hinsichtlich der Produktion zurückgehalten“. Die musikalische Ausrichtung sei „stellenweise sperrig“ und „unschlüssig“.
Daniel Schieferdecker vom Hip-Hop-Magazin Juice resümiert: „Das Spiel mit kreativen Kontrasten, mit akustischen Antagonismen, mit den alltäglichen Fürs und Widers des Lebens, das beherrscht er einfach.“
Für Ayke Süthoff von dem Online-Magazin Musikexpress habe Roswell eine „erwachsenere, ernsthaftere und auch düstere Seite.“ Die Beats seien „überragend.“
Steffen Bauer von MZEE schreibt in einer positiven Kritik, Marteria besitze das Talent, „komplizierte Sachverhalte in abstrakte Gewänder zu hüllen, die einen zum Nachdenken anregen.“ Zudem hebt er die Produktionen der Krauts hervor, „die sich irgendwo zwischen straightem Rap, Pop, Electro und Weltmusik bewegen.“ Auch wenn er bezweifelt, dass Roswell einen ähnlichen Einfluss haben werde, wie die beiden Vorgängeralben des Rostockers, betont er, dass man „dieses brillante Album bereits getrost als vollen Erfolg verbuchen“ könne.

## Verkaufszahlen und Auszeichnung
Roswell erhielt in Deutschland 2018 für mehr als 100.000 verkaufte Exemplare eine Goldene Schallplatte.